# 大陵五型變星
大陵五變星或大陵五型雙星是以英仙座β星（中國星名為大陵五）為代表的一種食变星。
當溫度較低的恆星由較熱的恆星前方經過時，會遮蔽後方恆星部份或全部的光，這是這對聯星光度的主極小，所以由地球觀察到的聯星亮度會下降；但稍後，當較熱的恆星經過過較冷恆星前方時，也會造成光度的下降，稱為第二極小或次極小。
由週期，或兩次主極小的時間間隔，是非常規律的，可以測量出聯星的公轉週期，這個時間就是兩顆星在軌道上互相環繞一周的時間。大部分的大陵五型變星是相當接近的雙星，它們的週期都不長，通常都在幾天之內。以知週期最短的是玉夫座VZ (0.145天)，最長的則是御夫座ε，長達9892天（27年）。
大陵五型聯星系統的伴星是球形或略微橢球形，與所謂的天琴座β變星和大熊座W變星有所不同，這兩種變星的伴星都更為靠近，以致於引力會影響到恆星的外型。
通常，這類型的光度變化在一個視星等左右，已知變化最大的是天鷹座V342，光度變化達到3.4等。伴星可以是任何一種光譜類型，但較明亮的都屬於B、A、F或G型光譜。
大陵五型變星的原型是在1669年被Geminiano Montanari發現的英仙座β星，造成變光的機制則在1782年才被约翰·古德利克正確的予以闡明。
已知的大陵五型變星有數千顆，在2003年版的變星總目錄(gcvs)中已經列出了3,554顆，佔總數的9%，一些有趣的大陵五型變星可以在著名的變星列表中查到。